# Media Factory
MEDIA FACTORY（日语：メディアファクトリー），是角川集團旗下的品牌。主要出版書籍雜誌、卡片遊戲與遊戲軟體。
本條目包括對法人消滅前的株式會社MEDIA FACTORY（日语：株式会社メディアファクトリー）的介紹。

## 沿革
- 1986年12月1日，株式会社瑞可利（RECRUIT CO., LTD.）書籍出版部門獨立為瑞可利出版。
- 1991年4月1日，名稱變更為MEDIA FACTORY。
- 2011年10月12日，被角川控股集團以80億日圓收購[1]、並於11月15日正式入主[2][3]。
- 2013年10月1日，併入角川公司成為事業品牌，公司法人消滅。
- 2015年4月，角川公司廢止事業品牌，Media Factory成為該公司的事業部門與商標。
- 2016年1月，角川公司逐漸停止在出版品上使用Media Factory商標。

## 主要書籍、雜誌
- 達文西（綜合文藝雜誌）
- MF文庫J（輕小說文庫）
  - 陰守忍者（2006年動畫化）
  - 神樣家族（同）
  - 零之使魔（2006年、2007年、2008年、2012年動畫化）
  - 我的狐仙女友（2008年動畫化）
  - 肯普法（2009年、2011年動畫化）
  - 聖劍鍛造師（2009年動畫化）
  - 玩伴貓耳娘（2010年動畫化）
  - MM一族（同）
  - IS〈Infinite Stratos〉（2011年動畫化）
  - 緋彈的亞莉亞（同）
  - 迷茫管家與膽怯的我（同）
  - 我的朋友很少（2011年、2013年動畫化）
  - 其中1個是妹妹！（2012年動畫化）
  - 就算是哥哥，有愛就沒問題了，對吧（同）
  - 變態王子與不笑貓（2013年動畫化）
  - 機巧少女不會受傷（同）
  - 魔法戰爭（2014年動畫化）
  - 星刻龍騎士（同）
  - 精靈使的劍舞（同）
  - 魔彈之王與戰姬（同）
  - NO GAME NO LIFE 遊戲人生（2014年動畫化、2017年劇場動畫上映）
  - 絕對雙刃（2015年動畫化）
  - 御神樂學園組曲（同）
  - 學戰都市Asterisk（2015年、2016年動畫化）
  - Re:從零開始的異世界生活（2016年、2020、2021動畫化）
  - 歡迎來到實力至上主義的教室（2017年動畫化）
  - 只要長得可愛，即使是變態你也喜歡嗎？（2019年動畫化）
  - 如果究極進化的完全沉浸RPG比現實還更像垃圾遊戲的話（2021年動畫化）
  - 我們的重製人生（同）
  - 偵探已經，死了。（同）
- コミックフラッパー（毎月5日發行）
  - 我要上太空（2003年動畫化、2009年電視劇放送）
  - 二十面相少女（2008年動畫化）
  - 吸血鬼同盟（2010年動畫化）
  - 殿といっしょ（2010年、2011年動畫化）
  - BRAVE10（2012年動畫化）
  - 鄰座同學是怪咖（2014年動畫化）
  - 電器街的漫畫店（同）
  - 熊巫女（2016年動畫化）
  - 将棋めし（2017年電視劇放送）
  - 千緒的通學路（2018年動畫化）
  - ヒモメン（2018年電視劇放送）
  - 距離初體驗還有1小時（2021年電視劇放送）
  - 這個僧侶有夠煩（2022年動畫化）
- 月刊Comic Alive（毎月27日發行）
  - 瑪莉亞狂熱（2009年、2011年動畫化）
  - 輕聲密語（2009年動畫化）
  - 斷裁分離的罪惡之剪（2013年動畫化）
  - 悠悠哉哉少女日和（2013年、2015年、2021年動畫化、2018年劇場動畫上映）
  - 屬性同好會（2014年動畫化）
  - TABOO TATTOO－禁忌咒紋－（2016年動畫化）
- 月刊Comic Gene（毎月15日發行）
  - 我家浴室的現況（2014年動畫化）
  - 吸血鬼僕人（2016年動畫化）
  - 尼采老師～領悟世代新人降臨便利店～（2016年電視劇放送）
  - 大白熊熱戀中（2017年動畫電影上映）
  - 敦君與女朋友（2018年動畫化）
  - 暗黑破壞神在身邊。（2020年動畫化）
  - 相愛相殺（2022年動畫化）
  - 錆色のアーマ-黎明-（2022年動畫化）
- ジーンピクシブ（隸屬於pixiv的網絡漫畫發行網站）
  - 書店裡的骷髏店員本田（2018年動畫化）
  - 實況主的逃脫遊戲【直播中】（2019年動畫化）
  - 非洲的動物上班族（同）
  - 酷愛電影的龐波小姐（2021年動畫電影上映）
  - 佐佐木與宮野（2022年動畫化）
- ジーンLINE（LINEマンガと提携したウェブコミック配信サイト）
  - マイ ベイカー（2020年電視劇放送）
- 月刊COMIC CUNE（毎月27日發行）
  - 麵包與和平！（2016年動畫化）
  - 喵咪days（2017年動畫化）
  - 雛子的筆記（同）
  - ALICE OR ALICE～妹控哥哥與雙胞胎妹妹～（2018年動畫化）
  - 隔壁的吸血鬼美眉（同）
- MFブックス（與Frontier Works聯合）
  - 盾之勇者成名錄（2019年、2022年動畫化）
  - 八男？別鬧了！（2020年、2021年動畫化）
  - 無職轉生～到了異世界就拿出真本事～（2021年動畫化）
- コミックエッセイ劇場（網絡漫畫的發行網站）
- フルール（網絡小說網站）
  - COMICフルール（色情BL漫畫的發行網站）
- 空想科學讀本（改訂版・文庫版・新装版）
- 我們這一家（劇場版動畫製作委員會參加。）
- セイシュンの食卓（リクルート出版時代的代表作。1989年動畫化）

## 其他作品
- School Rumble系列（CD、DVD販售）
- 一騎當千（電視動畫第二季音樂製作）
- 翼神世音（參加動畫製作委員會）
- 圓盤皇女（參加動畫製作委員會）
- 成惠的世界（參加動畫製作委員會）
- 妄想科學美少女（參加動畫製作委員會）
- 鋼鐵守護者GAD GUARD（參加動畫製作委員會）
- 創聖的亞庫艾里翁（參加動畫製作委員會）
- 巖窟王（參加動畫製作委員會）
- 我的裘可妹妹（參加動畫製作委員會）
- 草莓狂熱（贊助商、DVD販售）
- 鍊金三級魔法少女（贊助商、DVD販售）
- 同人萬花筒（贊助商、音樂製作、參加動畫製作委員會）

## 動畫
あ行
- 變種危機
- 偶像大師 灰姑娘女孩劇場系列
- 青之花
- 天才寶貝
- アカネマニアックス
- 創聖機械天使EVOL
- 創聖機械天使 LOGOS
- 授業到天明Chu!
- 遊戲3人娘
- 玩伴貓耳娘
- アタゴオルは猫の森
- 敦君與女朋友
- 絕對雙刃
- 非洲的動物上班族
- AYAKASHI
- 水星領航員系列
- 水星領航員
- 亞歷山大戰記
- 池袋西口公園
- 異國迷宮的十字路口 The Animation
- 異種族風俗娘評鑑指南
- 異世界四重奏系列
- 異世界超能魔術師
- 最後大魔王
- 一騎當千系列
- 閃電十一人系列
- IS〈Infinite Stratos〉
- 女武神驅動
- 銀河冒險戰記
- うさるさん。
- 我家的女僕有夠煩！
- MM一族
- OVERLORD系列
- 神隱之狼
- 野狼大神與七位夥伴
- 我的太太是魔法少女
- 青梅竹馬絕對不會輸的戀愛喜劇
- 百無禁忌！女高中生私房話
- 滿溢的水果塔
- 處女愛上姊姊
- 就算是哥哥，有愛就沒問題了，對吧
- 我們沒有羽翼
- 我家浴室的現況

か行

## 電影、電視劇
- GAMERA1999
- もういちど逢いたくて 星月童話
- 打機王
- 歡迎光臨虛擬天堂 ※製作
- infinity∞波の上の甲虫
- Laundry
- 青空下講我知你愛我
- きみにしか聞こえない
- 未来予想図 〜ア・イ・シ・テ・ルのサイン〜
- ROBO☆ROCK
- アフタースクール (映画)
- 純喫茶磯辺
- 罪とか罰とか
- ノーボーイズ,ノークライ
- クヒオ大佐 ※製作
- 蘇りの血
- ダーリンは外国人
- シーサイドモーテル
- 乱暴と待機 ※製作
- 盜鑰匙的方法
- 黃色大象
- ナオト・インティライミ冒険記 旅歌ダイアリー ※製作
- 爆心 長崎の空 ※製作
- 貓侍系列
- 繼承者們
- 幼獣マメシバ 望郷篇
- 女孩×戰士系列系列
- BRAVE STORM ブレイブストーム

## 關聯條目
- MF文庫J

## 外部連結
- http://www.mediafactory.co.jp/ （页面存档备份，存于） （日語）
- YouTube上的Media FactoryTV頻道